# Berlesaspidiotus bambusarum
Berlesaspidiotus bambusarum är en insektsart som först beskrevs av Cockerell 1898.  Berlesaspidiotus bambusarum ingår i släktet Berlesaspidiotus och familjen pansarsköldlöss. Inga underarter finns listade i Catalogue of Life.